# Ebnath
Ebnath település Németországban, azon belül Bajorországban. Lakosainak száma 1270 fő (2023. december 31.). Ebnath Brand, Kulmain, Neusorg és Waldershof községekkel határos.

## Népesség
A település népessége az elmúlt években az alábbi módon változott:
| Lakosok száma | 971  | 1707 | 1579 | 1495 | 1338 | 1279 | 1288 | 1272 | 1254 | 1270 |
|               | 1875 | 1950 | 1975 | 1987 | 2012 | 2014 | 2016 | 2017 | 2021 | 2023 |